# 포도주학
포도주학 또는 포도주양조학(Oenology)은 포도주과 포도주 양조에 대한 과학이자 연구이다. 포도주양조학은 포도 재배, 재배, 수확에 관한 과학인 포도재배와는 다르다. 영단어 oenology는 그리스어 oinos(οἶνος) "와인"과 접미사 –logia(-λογΨα) "연구"에서 유래되었다. 포도주양조학자는 와인학과 와인 양조기술 및 예술분야의 전문가이다.

## 교육 및 훈련
포도주양조학 및 포도재배 분야의 대학 프로그램은 일반적으로 과학 학사 학위(BS, B.Sc., Sc.B)를 위한 과학 집중 과정과 과학 또는 연구 프로그램의 최종 석사 학위 과정을 특징으로 한다. 석사 학위(M.S., Sc.M.), 예: 전문 연구 석사 학위. 박사학위를 취득한 포도주양조학자와 포도 재배학자는 원예학, 식물 생리학, 미생물학에 대한 배경 지식을 갖고 있는 경우가 많다. 포도주양조학과 관련된 소믈리에와 와인 마스터라는 전문 직함은 레스토랑 사업과 호텔 경영 분야의 특정 자격증이다. 직업적으로 포도주양조학자는 일반적으로 와인 제조자, 상업 실험실의 와인 화학자, 호주 와인 연구소와 같은 양조 기관에서 일한다.

## 같이 보기
- 소믈리에